# 제임스 바
제임스 바(James Barr, 1924년 3월 20일- 2006년 10월 14일)는 스코틀랜드 구약신학자이다.  옥스퍼드 대학에서 성경해석학 교수였다. 에딘버라 대학교에서 학위를 마치고 에딘버라 대학교, 맨체스타 대학교, 프린스턴 신학교, 반더빌트 대학교 등에서 강의를 했었다. 기포드 강연회에서 연사였다.

## 주장들
성경신학과 문자적 해석에 근거한 근본주의에 비판을 많이 했던 학자로 어원에 대한 연구와 성경신학의 근원적 방법론에 대한 도전을 주고 있다. 의미론과 성경해석의 관계는 제임스 바(James Barr)가 1961년 출판한 “성경언어 의미론”(The Semantics of Biblical Language)에서 획기적이면서 결정적으로 논의된 바 있다. 그런데 바는 페르디난드 드 쏘시르(Ferdinad de Saussure)의 사후 1915년에 출판된 쏘시르의 “일반언어학 강의”(Cours de linguistique generale)에서 영감을 얻어 성경해석에 그 영감을 적용한 학자이다.

## 언어 의미론
의미론(semantics)은 문자 그대로 의미들을 연구하는 학문이다. 여기서 의미란 단순한 단어들의 의미만이 아니라, 한 문맥(context) 속의 단어들과 문장들의 다양한 의미와 관련되어 있다.
- 공시적 연구와 통시적 연구를 구분하여, 문맥적 의미결정을 주장함
- 성경에 대한 언어학적 연구는 자주 과잉 선택적 예에 의존하며 일반언어학의 공인된 방법론 을 무시하는 경향을 띤다고 보았음
- 비합법적 전체성 전이란 다양한 구절로부터 파생된 단어의 의미 총합을, 그 단어가 나타나는 곳마다 적용하는 방식으로 읽는 것이다.

## 작품
- 1961: The Semantics of Biblical Language
- 1968: Comparative Philology and the Text of the Old Testament
- 1973: The Bible in the Modern World
- 1977: Fundamentalism
- 1980: The Scope and Authority of the Bible
- 1984: Escaping From Fundamentalism (titled Beyond Fundamentalism in the United States)
- 1989: The Variable Spellings of the Hebrew Bible (Schweich Lectures for 1986) Oxford: for the British Academy by the Oxford University Press ISBN 0-19-726068-3
- 1992: Biblical Faith and Natural Theology (Gifford Lectures for 1990–91) Oxford: Clarendon Press ISBN 0-19-826205-1; online
- 1999: The Concept of Biblical Theology: an Old Testament perspective
- 2004: he contributed the article “Of Metaphysics and Polynesian Navigation” to the anthology Seeing God Everywhere (World Wisdom)
- 2005: History and Ideology in the Old Testament: biblical studies at the end of a millennium
- 2013: Bible and Interpretation: The Collected Essays of James Barr, Volumes I-III. Oxford University Press, ISBN 9780198261926